# Spoorlijn Stade - Bützfleth
De spoorlijn Stade - Bützfleth is een Duitse spoorlijn in Nedersaksen en is als spoorlijn 1263 onder beheer van DB Netze.

## Geschiedenis
Het traject werd door de Deutsche Bahn geopend in 1972.  

## Treindiensten
De lijn is alleen in gebruik voor goederenvervoer.

## Aansluitingen
In de volgende plaatsen is of was er een aansluiting op de volgende spoorlijnen:
Stade
DB 1720, spoorlijn tussen Lehrte en Cuxhaven
aansluiting Stade Symphonie
DB 1262, spoorlijn tussen de aansluiting Symphonie en Stadersand
Bützfleth
DB 1266, spoorlijn tussen Bützfleth en Bützfleth DOW